# کالومبرگ (آلاباما)
کالومبرگ (به انگلیسی: Cullomburg) شهرکی در شهرستان چوکتا ایالت آلاباما است که مساحت آن ۱۳٫۸۴ کیلومترمربع است و در سرشماری سال ۲۰۱۰ میلادی، ۱۷۱ نفر جمعیت داشته و تراکم جمعیتی آن، ۱۲٫۳۶ در کیلومترمربع بوده است.